# Се (Орн)
Се (фр. Sées) — коммуна на северо-западе Франции, находится в регионе Нормандия, департамент Орн, округ Алансон, центр одноименного кантона. Расположена в 22 км к северу от Алансона на обоих берегах реки Орн. Через территорию коммуны проходит автомагистраль A28. На юго-западе коммуны находится железнодорожная станция Се линии Ле-Ман―Мезидон.
Население (2018) — 4 193 человека. 

## История
Город был основан римлянами, и населяли его преимущественно кельты из племени сагиев. Первым епископом Се был Святой Латвин, живший в V веке. К IX веку Се уже был укрепленным городом и пал под натиском норманнов. На протяжении нескольких веков город был разделен по реке Орн: северная часть принадлежала епископам, а южная — графам Алансона; так продолжалось до 1356 года, когда графы Алансон стали полностью контролировать Се. Во время войн между королем Англии Генрихом II и его сыновьями город неоднократно брался штурмом и переходил из рук в руки. В 1418 году, вскоре после начала Столетней войны, Се был занят англичанами. В ходе Религиозных войн Се был разграблен протестантами и в 1589 году присоединился к Католической лиге, но уже через год добровольно сдался Генриху IV.
Се является центром епархии, охватывающей территорию департамента Орн и отдельные территории соседних департаментов.

## Достопримечательности
- Готический кафедральный собор Нотр-Дам XIII-XIV веков
- Дворец Аржантре XIX века, бывшая резиденция епископов Се, в настоящее время — офис департамента культуры
- Базилика Непорочного Зачатия (l'Immaculée-Conception) XIX века
- Аббатство Святого Мартина, закрыто после Великой французской революции; в зданиях бывшего аббатства располагалась духовная семинария, затем больница. В 2017 году здание было выкуплено частными лицами, которые при поддержке мэрии намерены открыть в нем музей
- Здание мэрии XIX века

## Экономика
Структура занятости населения:
- сельское хозяйство — 3,6 %
- промышленность — 9,2 %
- строительство — 4,2 %
- торговля, транспорт и сфера услуг — 32,1 %
- государственные и муниципальные службы — 50,9 %

Уровень безработицы (2018) — 15,8 % (Франция в целом —  13,4 %, департамент Орн — 10,4 %). 

Среднегодовой доход на 1 человека, евро (2018) — 18 900 (Франция в целом — 21 730, департамент Орн — 20 140).

## Демография
Динамика численности населения, чел.

## Администрация
Пост мэра Се с 2020 года занимает Мостефа Мааши (Mostefa Maachi). На муниципальных выборах 2020 года возглавляемый им независимый список победил в 1-м туре, получив 72,06 % голосов.
| Период | Период | Фамилия           | Партия                  | Примечания                                 |
| ------ | ------ | ----------------- | ----------------------- | ------------------------------------------ |
| 1974   | 1995   | Андре Дюбюиссон   | Разные правые           | страховой агент                            |
| 1995   | 2008   | Жан-Пьер Пеллетье | Социалистическая партия | инспектор национальной системы образования |
| 2008   | 2012   | Андре Дюбюиссон   | Разные правые           |                                            |
| 2012   | 2020   | Жан-Ив Усмен      | Разные правые           | ассистент ветеринара                       |
| 2020   |        | Мостефа Мааши     | Разные правые           | директор больницы                          |

## Галерея

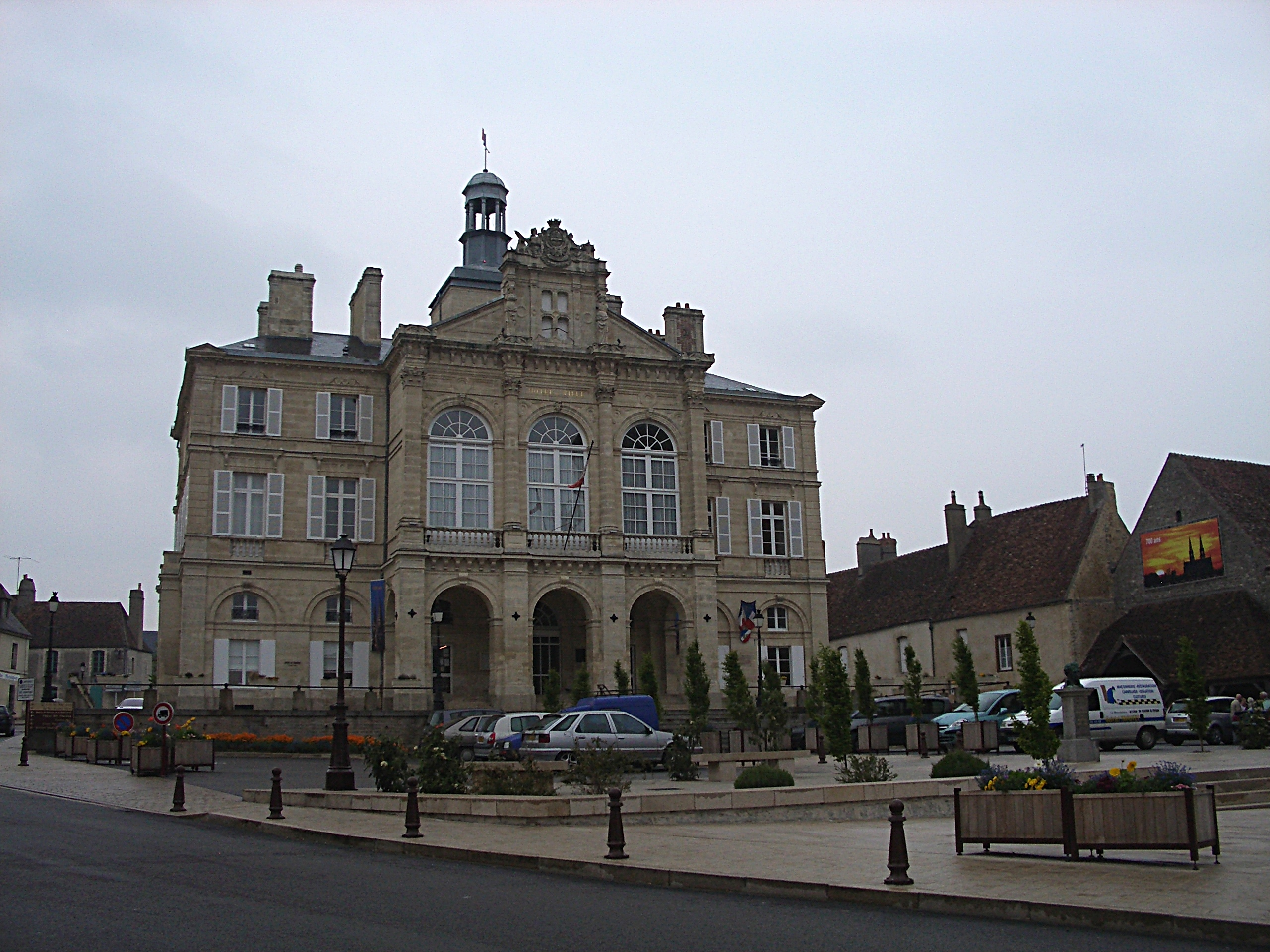
Здание мэрии
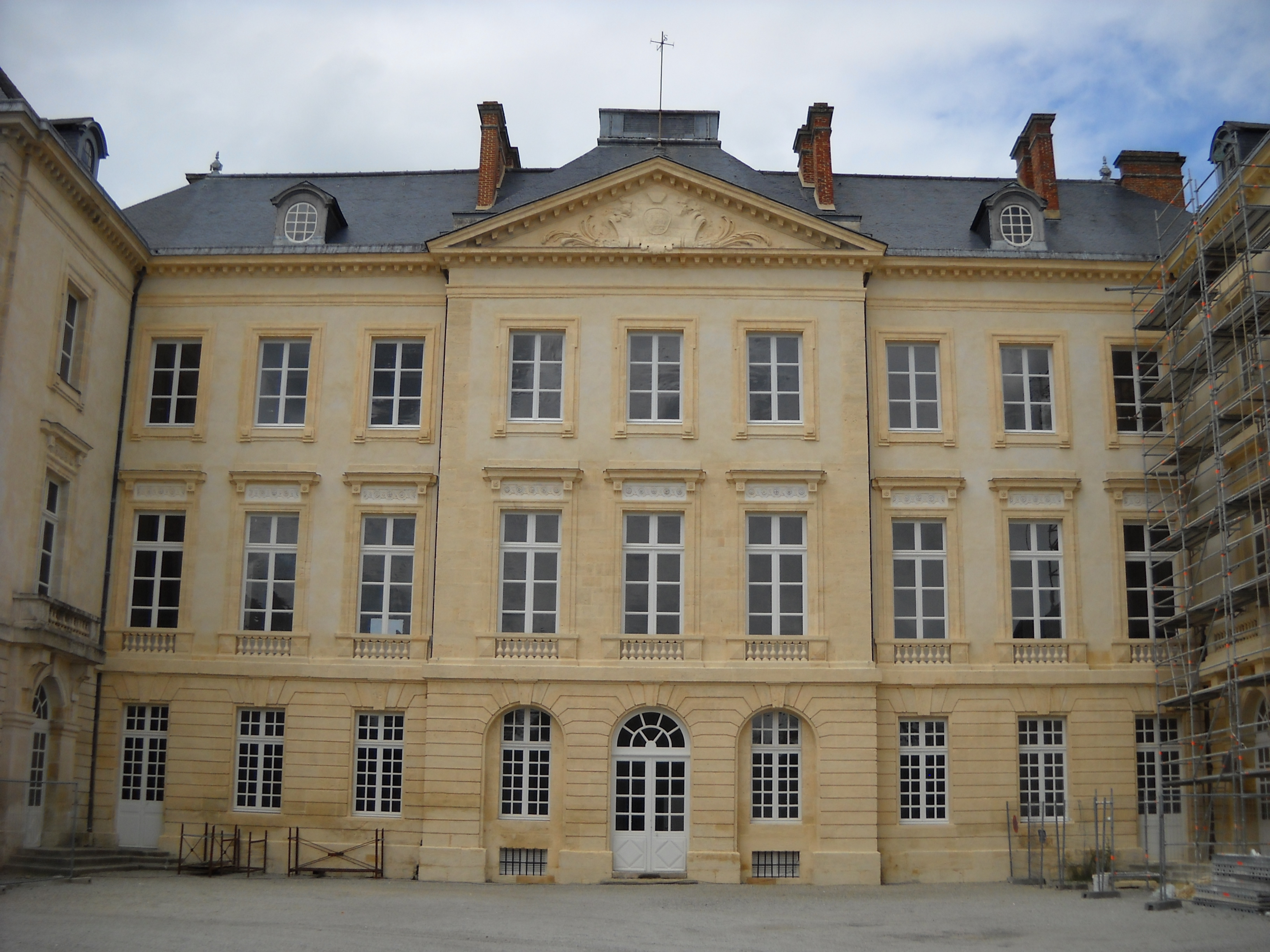
Дворец Аржантре
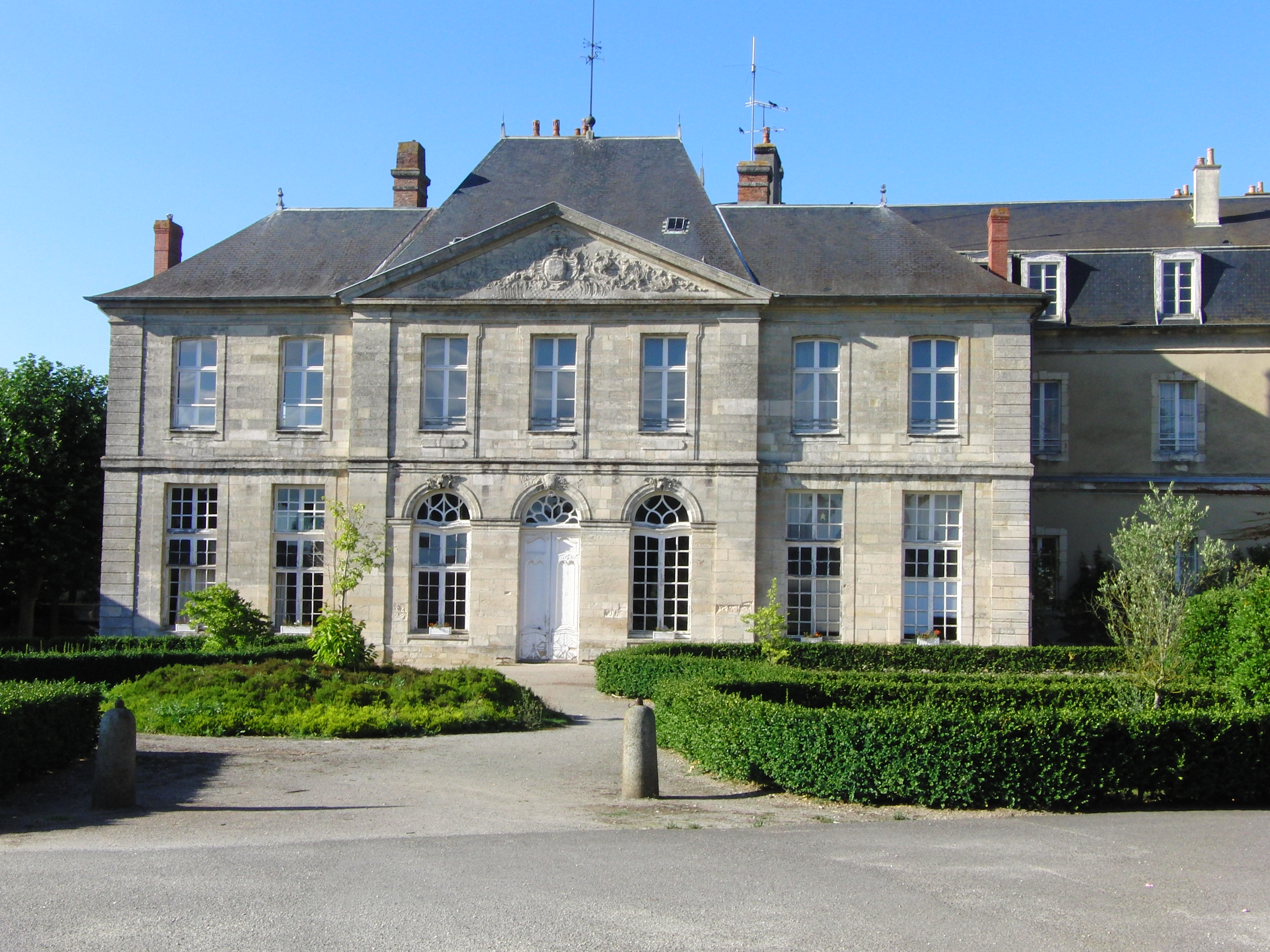
Бывшее аббатство Святого Мартина